# San Ildefonso Pueblo

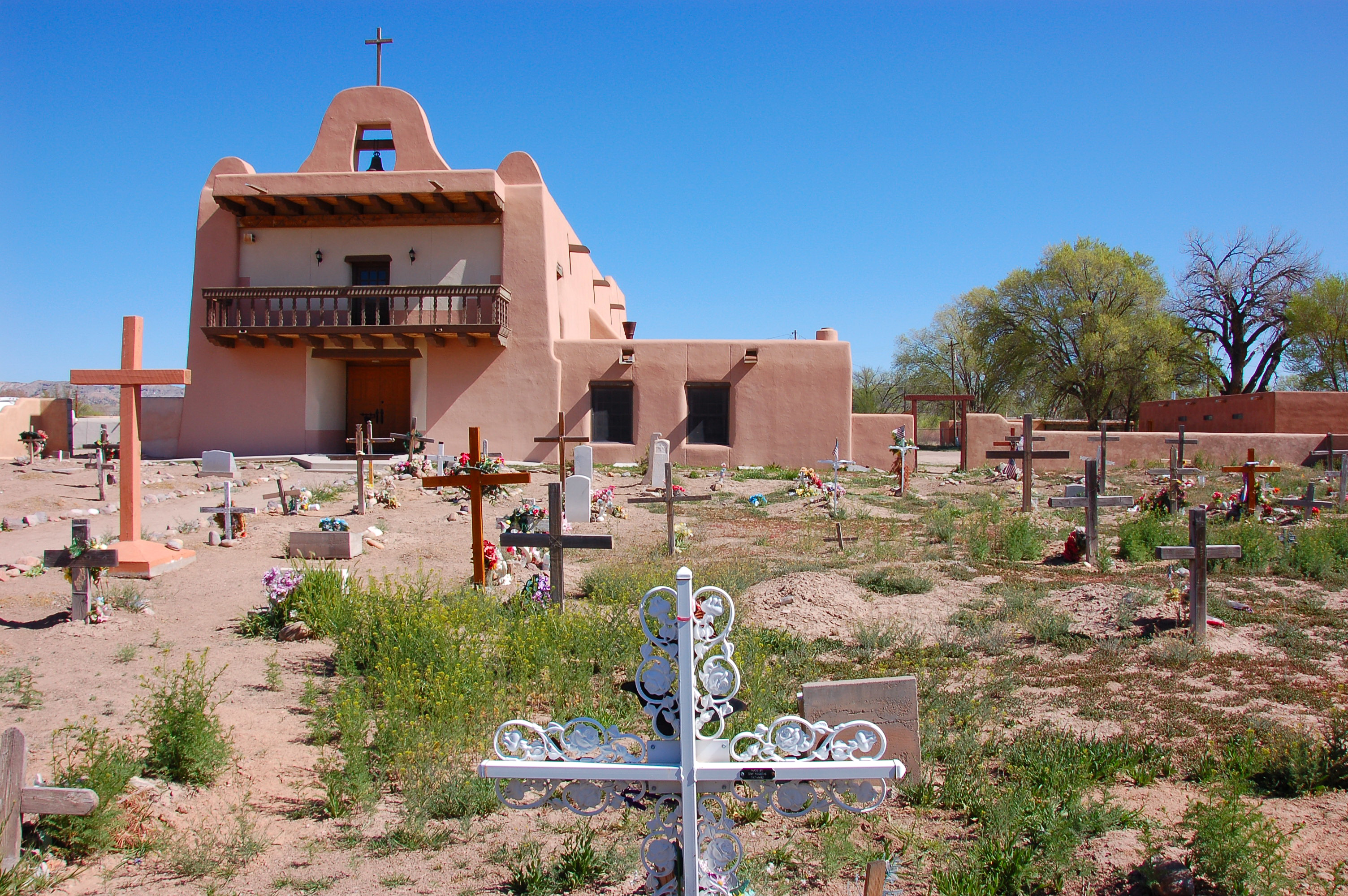
Kyrkan och kyrkogården i San Ildefonso Pueblo.

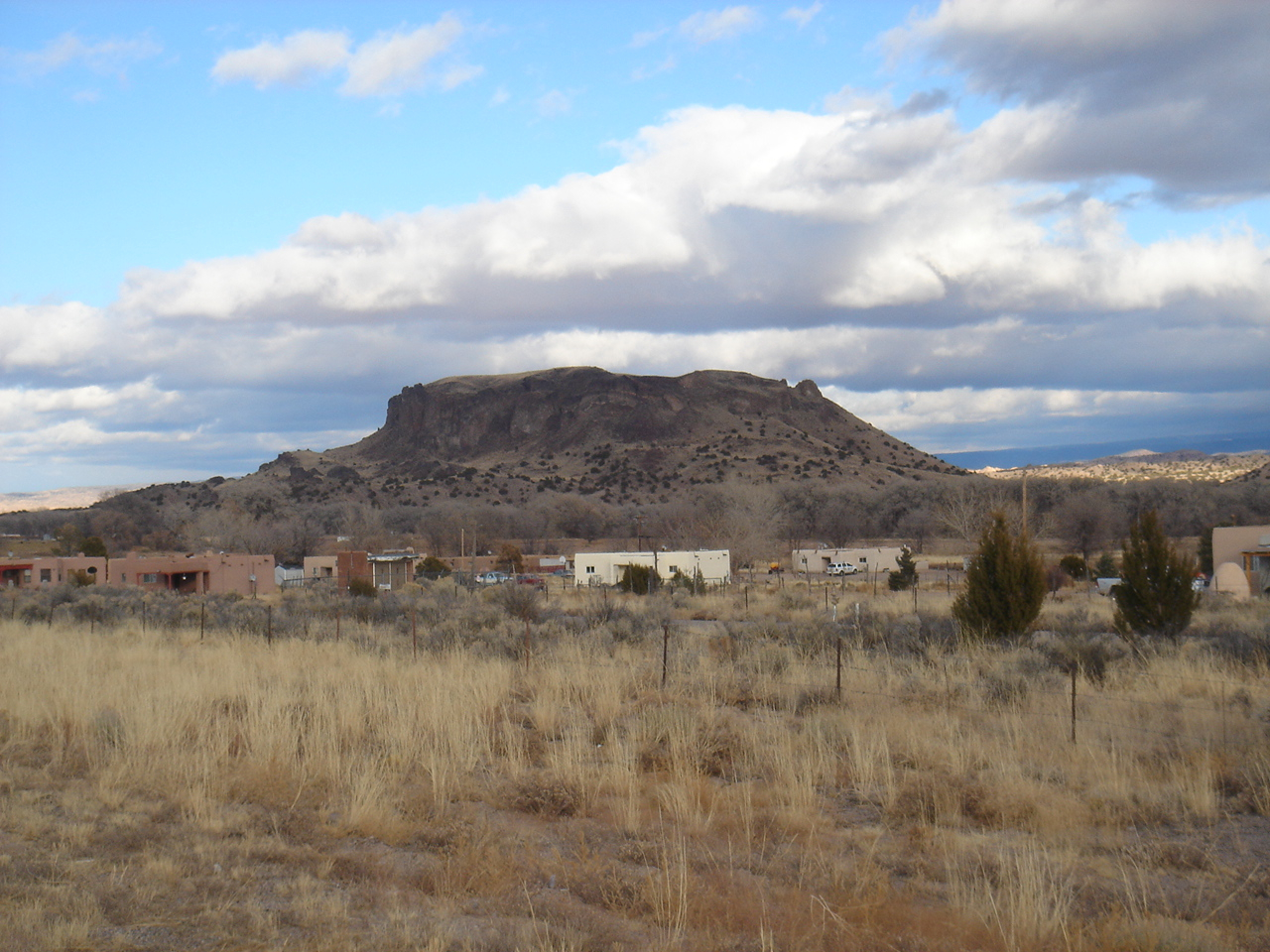
Black Mesa, som ligger i närheten av pueblon.

San Ildefonso Pueblo (Tewa: P'okhwoge) är en pueblo belägen vid Rio Grande, nordväst om Santa Fe, New Mexico, som har varit bebodd sedan förhistorisk tid. Det är den närmaste tewaindianska grannen till Santa Clara Pueblo. Invånarna talar en dialekt av tewa, som är ett språk tillhörigt språkfamiljen kiowa-tanoan. 
Vid folkräkningen 2000 rapporterade 519 personer att de räknade de sig som helt eller delvis tillhörande eller härstammande från San Ildefonso. 